# Es Canar
La platja És Caná (en català i oficialment és Canar, sense pronunciar la r final, perquè en molts geolectes catalans, com l'eivissenc, no es pronuncia aquest so en posició final) està situada a Santa Eulària des Riu, en la part oriental de l'illa d'Eivissa, en la Comunitat Autònoma de les Illes Balears.